# Cyrtandra loheri
Cyrtandra loheri là một loài thực vật có hoa trong họ Tai voi. Loài này được Quisumb. mô tả khoa học đầu tiên năm 1930.